# Kenkichi Iwasawa
Kenkichi Iwasawa (岩澤 健吉 Iwasawa Kenkichi) (Shinshuku, 11 september 1917 – Tokio, 26 oktober 1998) was een Japans wiskundige die bekendstaat vanwege zijn bijdragen aan de algebraïsche getaltheorie.
Iwasawa werd geboren in Shinshuku, een stad niet ver van Kiryu, in de prefectuur Gunma
Iwasawa is misschien het best bekend voor de formulering van wat nu de Iwasawa-theorie wordt genoemd. Hij ontwikkelde deze theorie aan het eind van de jaren vijftig naar aanleiding van zijn onderzoek naar cyclotomische velden. Daarvoor werkte hij aan Lie-groepen en Lie-algebra's, waar hij de algemene Iwasawa-decompositie introduceerde.
Onder zijn beroemdste studenten zijn Robert F. Coleman, Ralph Greenberg, Gustave Salomon en Larry Washington.

## Prijzen
- Asahi-prijs (1959)
- Prijs van de Japanse Academie (1962)
- American Mathematical Society, Cole-prijs (1962)
- Fujiwara-prijs (1979)

## Lijst van boeken
- (en)  Lectures on p-adic L-functions (Colleges over p-adische L-functies) / door Kenkichi Iwasawa (1972)
- (en)  Local class field theory (Lokale klasseveld theorie / Kenkichi Iwasawa (1986) ISBN 0195040309
- (en)  Algebraic functions (Algebraïsche functies / Kenkichi Iwasawa ; vertaald door Goro Kato (1993) ISBN 0821845950
- (en)  Kenkichi Iwasawa collected papers (Kenkichi Iwasawa's verzamelde artikelen) / Kenkichi Iwasawa ; geredigeerd door Ichiro Satake et al. (2001) ISBN 4431703144